# Asterousia-Gebirge
Das Asterousia-Gebirge (griechisch Αστερούσια Όρη) ist ein Höhenzug auf der griechischen Insel Kreta, der die Messara-Ebene vom Libyschen Meer trennt.
Die Bergkette liegt im Süden der Insel im Regionalbezirk Iraklio östlich des Strandes von Matala. Das Gebiet erstreckt sich von Agiofarango im Westen bis Pyrgos im Osten über eine Fläche von 27,27 Quadratkilometer.  Das Gebirge erreicht mit dem Berg Kofinas eine Höhe von bis zu 1231 m. Aufgrund der ökologischen und archäologischen Bedeutung wurde es in das Natura-2000-Netz (Code GR4310005) aufgenommen.

## Naturraum
Das teils schroff zum Meer abfallende karge Bergland wird von mehreren Schluchten durchzogen, die bekannteste davon ist Agiofarango, benannt nach dem Mönchstum, das in der Vergangenheit in den in den Schluchtwänden eingelassenen kleinen Höhlen praktiziert wurde. Östlich des Gebirgszuges befindet sich der Palmenwald von Agios Nikitas mit einem kleinen Bestand an Theophrastus-Palmen (auch: Kretische Dattelpalme); nach Vai und Preveli ist es der drittgrößte Palmenwald Kretas. Das lediglich dünn besiedelte Bergland mit nur einigen wenigen Dörfern ist u. a. ein Nistplatz für Gänsegeier.

## Zugang und Wanderwege
Den einfachsten Zugang in die Asterousia-Berge bietet die von der Messara-Ebene über Loukia führende asphaltierte Straße in das Bergdorf Kapetaniana. Von dort kann auf einem Wanderweg in etwa zwei Stunden zur Gipfelkapelle auf dem Kofinas aufgestiegen werden. Das kleine Plateau auf dem konisch geformten Felsengipfel erlaubt eine spektakuläre Aussicht über die Südküste Kretas.

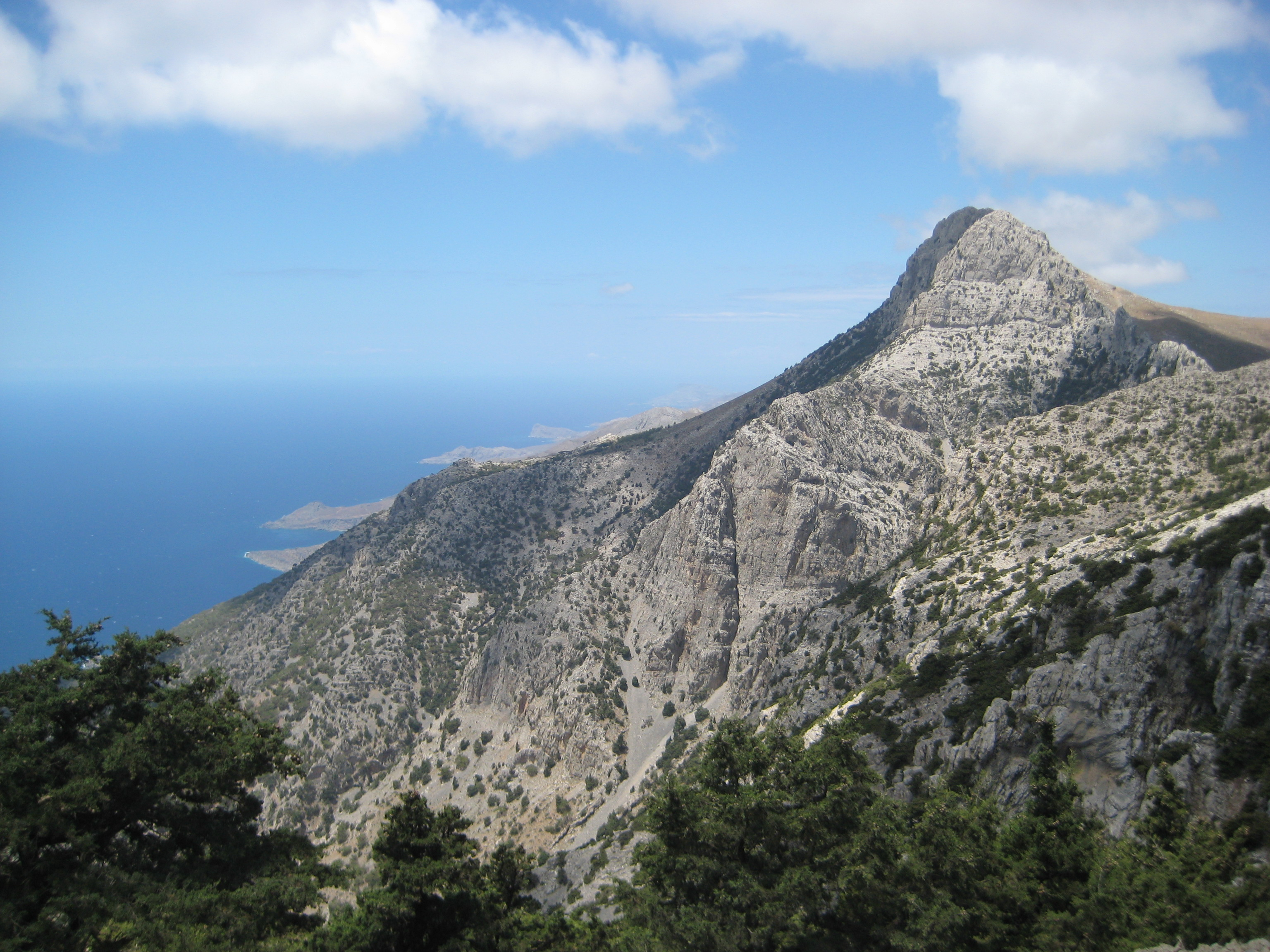
Kofinas

Religiöses Zentrum der Region ist das an der Südabdachung des Berglandes über einem kleinen Kieselstrand gelegene Moni Koudouma. Das Kloster wird von Sternes aus auf einer unbefestigten Staubstraße angefahren; zu Fuß erreicht man die Abtei von Agios Ioannis aus auf einem etwa eineinhalbstündigen Wanderpfad.